# Giovanni Ordelaffi
Giovanni Ordelaffi (Forlì, 1355 circa – Forlì, 1399) è stato un condottiero italiano.

## Biografia
Era figlio di Ludovico e nipote di Sinibaldo Ordelaffi, che sposò Paola Bianca Malatesta, figlia di Pandolfo Malatesta.
Fu un famoso capitano di ventura: fu ingaggiato, per esempio, per comandare le truppe di Verona contro quelle di Padova, comandate da Giovanni Acuto. Lo scontro avvenne nella cosiddetta battaglia di Castagnaro (1387), ma vide la sconfitta dell'Ordelaffi.
Fu Patrizio Veneto e Senatore di Siena.
Si sposò nel 1379 con Francesca da Correggio, figlia di Antonio da Correggio.
Richiamato a Forlì dal cugino Pino II Ordelaffi, vi morì nel 1399, avvelenato da quest'ultimo.

## Discendenza
Giovanni e Francesca ebbero una figlia:
- Caterina (c.1380-luglio 1466), che fu signora di Castel Bolognese e sposò nel 1404 Bartolomeo di Pietro Fregoso, signore di Sarzana [1].[2]